# Sick of It
«Sick Of It» es el primer sencillo del álbum de 2013 Rise de la banda de Rock, Skillet. El sencillo fue lanzado en SoundCloud el 8 de abril de 2013, lanzado en la tienda de iTunes el 9 de abril, y lanzado en las estaciones de Rock de Estados Unidos el 23 de abril de ese mismo año.

## Lista de posiciones
| Posiciones              | Mejor Posición |
| ----------------------- | -------------- |
| Hot Christian Songs     | 20             |
| Christian Digital Songs | 1              |
| Rock Airplay            | 36             |
| Hot Rock Songs Airplay  | 22             |